# آرامگاه چمرگاه
آرامگاه چمرگاه مربوط به دوره قاجار است و در شهرستان مهران، بخش صالح آباد، کیلومتری ۵ جاده سرنی، شمال شرقی روستای سرنی واقع شده و این اثر در تاریخ ۲ مرداد ۱۳۸۷ با شمارهٔ ثبت ۲۳۰۴۸ به‌عنوان یکی از آثار ملی ایران به ثبت رسیده است.